# Platinovec
Platinovec je naselje u slovenskoj Općini Šmarje pri Jelšahu. Platinovec se nalazi u pokrajini Štajerskoj i statističkoj regiji Savinjskoj. 

## Stanovništvo
Prema popisu stanovništva iz 2002. godine naselje je imalo 96 stanovnika.